# Burbank Films Australia
Burbank Films Australia – australijska firma zajmująca się produkcją animacji filmowych działająca w latach 1982-2008. W latach 80. i 90. XX wieku wyprodukowała serię filmów animowanych, będących adaptacjami powieści, klasyków światowej literatury. W latach 1991–2002 funkcjonowała pod nazwą Burbank Animation Studios.

## Filmografia

### Burbank Films Australia
- 1982: Oliver Twist
- 1983: David Copperfield
- 1985: Robin Hood
- 1985: Nicholas Nickleby
- 1985: Człowiek w żelaznej masce
- 1985: 20 000 mil podwodnej żeglugi
- 1986: Doktor Jekyll i Pan Hyde
- 1986: Kopalnie króla Salomona
- 1986: Porwany za młodu
- 1986: Przygody Tomka Sawyera
- 1986: Rycerz Ivanhoe
- 1986: Trzej muszkieterowie
- 1987: Alicja po drugiej stronie lustra
- 1987: Czarny Książę
- 1987: Don Kichot
- 1987: Legenda o dzielnym Rob Royu
- 1987: Odyseja
- 1987: Ostatni Mohikanin
- 1987: Wyspa skarbów
- 1988: Alicja w Krainie Czarów
- 1988: O czym szumią wierzby
- 1988: Czarna strzała
- 1988: Królewski więzień
- 1988: Piotruś Pan
- 1988: Przez morza i oceany
- 1988: W 80 dni dookoła świata

### Burbank Animation Studios
- 1991: Ali Baba
- 1991: Biały Kieł
- 1991: Hrabia Monte Christo
- 1993: Calineczka
- 1993: Kot w Butach
- 1993: Przygody Sinbada Żeglarza
- 1995: Pocahontas
- 1996: Kopciuszek
- 1996: Piękna i Bestia
- 2001: Mały Dobosz